# 増田一眞
増田 一眞（ますだ かずま、1934年 - 2023年）は、日本の構造家。広島県生まれ。

## 経歴
1958年、東京工業大学工学部建築学科卒業。松村組に勤務し、1961年に東京大学生産技術研究所田中尚研究室に所属。
1964年に、増田建築構造事務所を設立し活動を展開する。
主な構造作品に、ICU理学本館、鎌倉雪ノ下教会、筑波第一小学校体育館、熊本機能病院、天竜原木センターなどがある。

## 主な受賞
- 1998年 第14回技術・科学図書文化賞 「建築構法の変革」
- 2005年 第1回ものづくり日本大賞 内閣総理大臣賞「『伝統構法による大規模木造天守の復元技術－大洲城天守の復元－」
- 2005年 第7回国土技術開発賞 最優秀賞
- 2005年 松井源吾賞 「勝山館ガイダンス施設」
- 2015年 日本建築学会賞教育賞

## 主な構造設計作品
- 1966年 「国際キリスト教大学」 稲富昭建築設計事務所
- 1966年 「広瀬邸」 広瀬鎌二
- 1974年 「都立江東図書館」 設計計画研究所
- 1974年 「筑波大学開学記念会館」下山眞司
- 1980年 「熊本機能病院」ＵＲＵ建築総合研究所
- 1981年 「天竜市林業総合センター」辻垣建築設計事務所
- 1981年 「嘉手納町舎・町民会館」二基設計
- 1982年 「鎌倉雪ノ下教会」稲富昭建築設計事務所
- 1983年 「横浜市新治小学校」増沢洵建築設計事務所
- 1986年 「筑波第一小学校体育館」下山眞司
- 1994年 「ウェスレアン・ホーリネス淀橋教会堂」稲富昭建築設計事務所
- 2001年 「大洲城 天守」株式会社間組、 三宿工房 竹林舎、 前川建築研究所
- 2002年 「西袋中学校体育館」保坂陽一郎建築研究所
- 2003年 「勝山館跡ガイダンス施設」文化財保存計画協会＋広瀬研究室
- 2003年 「レストランアーティチョーク」柳沢孝彦＋ＴＡＫ研究所
- 2004年 「湖北 白ばら学園」アトリエ ヨシダ
- 2006年 「仁井田中学校屋内運動場」保坂陽一郎建築研究所
- 2006年 「四国鉄道文化館」和田建築設計工房
- 2008年 「鶴居小学校屋内運動場」松山・ＤＡＮ設計業務共同企業体
- 2008年 「国際教養大学多目的ホール」環境デザイン研究所
- 2014年 「鳥取城 太鼓御門」文化財保存計画協会
- 2014年 「長沼小学校屋内運動場」保坂陽一郎建築研究所

## 主な著作
- 『かたちのデータファイル』高橋研究室編　彰国社
- 『木構造ー伝統構法を基本に考える現代木構造』建築資料研究社
- 『建築構法の変革』建築資料研究社
- 『架構のしくみで見る建築デザイン』 彰国社
- 『一眞のほろ酔い随想』 青桐舎
- 『新伝統木構造の展開』 東洋書
- 『伝統木構法に学ぶ 構造と意匠の融合』 建築画報社

## 増田建築構造事務所出身の構造家
- 山田 憲明